# Żargon
Żargon (od fr. jargon) – środowiskowa odmiana języka właściwa dla danej grupy społecznej lub zawodowej. W wąskim znaczeniu żargon to specyficzne nazewnictwo związane z pewnym obszarem działalności (np. dyscypliną naukową), trudno zrozumiałe dla osób z zewnątrz. W niektórych ujęciach żargon jest przeciwstawiany terminologii oficjalnej.
Żargon odróżnia się od języka powszechnego przede wszystkim zasobem leksykalnym, przy czym nie obejmuje on leksyki podstawowej. Wyjątkiem są tzw. języki tajne, na przykład gwara złodziejska, które wykazują różnice także w słownictwie podstawowym. Istnieją też żargony, które są całkowicie autonomiczne (opierają się na własnym słownictwie i gramatyce), takie jak paryski argot, tj. tajna mowa środowisk wykluczonych ze społeczeństwa.
Żargony należą do wariantów społecznych (socjalnych) języka. W literaturze nie czyni się konsekwentnego rozróżnienia między żargonem a slangiem jako formami socjolektu. Według klasyfikacji Stanisława Grabiasa żargon jest intencjonalnie tajny, czym odróżnia się od slangu, mającego charakter jawny; część badaczy uznaje te terminy za bliskoznaczne. Rosyjscy lingwiści przyjmują natomiast, że żargon pełni funkcję ekspresywną; języki tajne określają zaś jako argot. Niektórzy autorzy wskazują, że termin „żargon” ma w sobie zawarte negatywne nacechowanie emocjonalne.
Żargon, jako przeciwstawiany terminologii, wyróżnia się nieformalnością i związkiem z oralnością. Czasami pod pojęciem żargonu rozumie się standardowe słownictwo danej dziedziny; w takim sensie żargon to pojęcie diametralnie odrębne od slangu i języka nieformalnego.
Określenie jargon odnoszono niegdyś do języków pidżynowych (jak np. Chinook Jargon).